# Social Blade
Social Blade (hay còn được gọi là SocialBlade) là một trang web theo dõi, thống kê và phân tích các trang mạng xã hội. Social Blade thường theo dõi đến YouTube, ngoài ra cũng theo dõi đến Twitch, Instagram, Twitter, Facebook, Mixer và Dailymotion. Social Blade hoạt động như bên thứ ba cho các mạng xã hội trên. Jason Urgo là CEO của Social Blade.

## Lịch sử
Jason Urgo, CEO của Social Blade, đã ra mắt trang web giả mạo vào tháng 2 năm 2008, để theo dõi Digg - một trang báo điện tử của Mỹ Năm 2010, trang web đã chuyển sang theo dõi YouTube. Vào tháng 10 năm 2012, Social Blade đã trở thành một công ty trách nhiệm hữu hạn (LLC). Vào năm 2014, Social Blade đã ra mắt dịch vụ tư vấn và quản lý kênh.
Vào ngày 24 tháng 10 năm 2018, Social Blade đã bắt đầu phát trực tiếp phổ biến để hiển thị sự chênh lệch về số người đăng ký giữa T-Series và PewDiePie - hai kênh YouTube có số người đăng ký nhiều nhất trong Đại chiến đăng ký YouTube. Tính đến tháng 4 năm 2019, luồng trực tiếp đã có 1500 người xem và đã dẫn đến sự gia tăng về số người đăng ký của hai kênh này. Để thu hút sự chú ý, vào dịp Cá tháng Tư năm 2019, Social Blade đã tạo ra một trò đùa, cho phép người dùng thay đổi số lượng người đăng ký và biến đổi chúng trở nên cao hơn
.